# NGC 4168
NGC 4168 (другие обозначения — UGC 7203, MCG 2-31-46, ZWG 69.81, VCC 49, PGC 38890) — эллиптическая галактика (E2) в созвездии Девы. Открыта Уильямом Гершелем в 1784 году.
NGC 4168 находится в скоплении Девы. В ядре наблюдается широкая эмиссионная линия H-альфа, так что ядро является активным, того же вида, что и у сейфертовских галактик типа 1.9. Также наблюдается неразрешаемое излучение в радиодиапазоне, без признаков наличия джетов.
Ультраяркий рентгеновский источник NGC4168-ULX1 на небесной сфере находится вблизи галактики и изначально считался связанным с ней. Однако его красное смещение, равное 0,217, показывает, что это в действительности гораздо более далёкий объект, чем галактика.
Этот объект входит в число перечисленных в оригинальной редакции «Нового общего каталога».